# 199688 Kisspéter
199688 Kisspéter è un asteroide della fascia principale. Scoperto nel 2006, presenta un'orbita caratterizzata da un semiasse maggiore pari a 3,0689980 UA e da un'eccentricità di 0,1116664, inclinata di 11,29685° rispetto all'eclittica.